# Rudolf Schündler
Rudolf Ernst Paul Schündler, né le 17 avril 1906 à Leipzig et mort le 12 décembre 1988 à Munich, est un acteur et metteur en scène allemand.

## Biographie
Il est le fils d'un commerçant de Leipzig. Après des cours de théâtre dans cette ville, il fait ses débuts en 1926 au théâtre de Beuthen. Puis il va à Zurich, Dortmund et Nuremberg. Au début des années 1930, il arrive à Berlin où il joue dans de nombreux théâtres et commence la mise en scène en 1937.
Au cinéma, il joue dans des films indépendants du régime nazi comme Le Testament du docteur Mabuse de Fritz Lang, Napoleon ist an allem schuld de Curt Goetz ou Hurra! Ich bin Papa! (de) de Kurt Hoffmann.
Après la guerre, il fonde à Munich Die Schaubude qui devient le plus célèbre cabaret d'Allemagne de l'après-guerre. Mais après la réforme monétaire en 1948, le lieu ferme ses portes l'année suivante. Dès lors, il travaille principalement pour rembourser les dettes au cinéma et à la télévision comme acteur et réalisateur. Son premier film en 1950 est l'adaptation de la pièce de Ludwig Ganghofer, Der Geigenmacher von Mittenwald (de).
Il aborde une carrière internationale, comme le rôle de Karl dans L'Exorciste de William Friedkin.
Il conserve sa popularité avec la série de films comiques Die Lümmel von der ersten Bank (de). Dans de nombreux petits rôles des années 1960 aux années 1980, dans des films ou des séries télévisées, il interprète un rôle de « petit vieux » comique. Cependant il apparaît dans les films de Wim Wenders, Au fil du temps et L'Ami américain. Il joue de moins en moins à partir du milieu des années 1980 en raison de son état de santé. Il joue une dernière fois dans Das schreckliche Mädchen de Michael Verhoeven qui sort après sa mort.
Rudolf Schündler s'est marié quatre fois dont avec Christine Laszar.

## Filmographie
| - 1930 : Nur am Rhein - 1932 : Annemarie die Braut der Kompanie - 1932 : Le Testament du docteur Mabuse - 1935 : Hundert Tage de Franz Wenzler - 1935 : Jeanne d'Arc (Das Mädchen Johanna) - 1936 : Intermezzo - 1936 : Moscou-Shanghai - 1936 : La Chevauchée de la liberté - 1936 : Die Frau des Anderen - 1937 : Das Schweigen im Walde - 1937 : Heiratsinstitut Ida und Co - 1937 : Gewitterflug zu Claudia - 1938 : Les Étoiles brillent - 1938 : En fils de soie - 1938 : Dreizehn Mann und eine Kanone - 1938 : La Femme au carrefour - 1938 : Napoleon ist an allem schuld - 1938 : Scheidungsreise - 1938 : Mit versiegelter Order - 1939 : Verdacht auf Ursula - 1939 : Robert und Bertram - 1939 : Le Paradis des célibataires - 1939 : Kitty et la conférence mondiale (de) - 1939 : Ich verweigere die Aussage - 1939 : Der Stammbaum des Dr. Pistorius - 1939 : Hurra! Ich bin Papa! (de) - 1939 : Die Frau ohne Vergangenheit - 1939 : Die goldene Maske - 1940 : Der Herr im Haus - 1940 : La Jeune fille au lilas - 1940 : Achtung! Feind hört mit! (de) - 1940 : Le Mort qui se porte bien - 1940 : L'Habit fait le moine (de) - 1940 : Tip auf Amalie - 1940 : Herz ohne Heimat - 1940 : Meine Tochter tut das nicht - 1941 : Un crime stupéfiant - 1941 : Je t'aimerai toujours - 1941 : Sein Sohn - 1941 : En selle pour l'Allemagne (...reitet für Deutschland) - 1942 : Mit den Augen einer Frau - 1942 : Fronttheater (de) - 1942 : Das große Spiel - 1942 : Das schwarze Schaf - 1943 : Die Hochstaplerin - 1943 : Liebespremiere - 1943 : Ein Mann mit Grundsätzen? - 1943 : Le Roi du cirque - 1944 : Zwischen Nacht und Morgen - 1944 : J'ai rêvé de toi - 1945 : Le Cas Molander - 1945 : Zimmer zu vermieten - 1945 : Leuchtende Schatten - 1948 : L'Homme à l'étoile changeante (de) - 1949 : Tromba - 1949 : Das Tor zum Paradies - 1949 : Ich mach' Dich glücklich - 1949 : Nichts als Zufälle - 1949 : Wer bist Du, den ich liebe? - 1950 : Le baiser n'est pas un péché de Hubert Marischka - 1950 : Der Geigenmacher von Mittenwald (de) (réalisation) - 1950 : Der Theodor im Fußballtor - 1950 : Eine Nacht im Separee - 1950 : Königskinder (de) - 1950 : Liebe auf Eis - 1950 : Die Sterne lügen nicht - 1950 : Sensation im Savoy - 1951 : Begierde - 1951 : Das späte Mädchen - 1951 : In München steht ein Hofbräuhaus (de) - 1951 : Die Dame in Schwarz - 1952 : Haus des Lebens - 1952 : Maske in Blau - 1952 : Ehe für eine Nacht - 1952 : Käpten Bay-Bay - 1952 : Der weißblaue Löwe - 1952 : Wir tanzen auf dem Regenbogen - 1953 : Heute Nacht passiert's - 1953 : La Dernière valse - 1953 : Quand la musique du village joue (Wenn am Sonntagabend die Dorfmusik spielt) - 1954 : Mon ami le clown - 1954 : IA in Oberbayern - 1955 : Gruß und Kuß vom Tegernsee (de) - 1958 : Mein Mädchen ist ein Postillion (de) - 1958 : La Comtesse Maritza - 1960 : Willy, der Privatdetektiv (de) - 1961 : Isola Bella (de) - 1962 : Wilde Wasser (de) - 1962 : Café Oriental (de) | - 1964 : Le Ranch de la vengeance - 1964 : Bons baisers du Tyrol (Liebesgrüße aus Tirol) - 1965 : Die fromme Helene - 1965 : Le Moine inquiétant (Der unheimliche Mönch) - 1966 : Longues jambes, longs doigts (Lange Beine – lange Finger) - 1966 : Playgirl (de) - 1966 : Le Château hanté dans le Salzkammergut (Das Spukschloß im Salzkammergut) - 1967 : Fast ein Held (de) - 1967 : Dem Täter auf der Spur (de) – Am Rande der Manege - 1967 : Les Violences de la nuit (Wenn es Nacht wird auf der Reeperbahn) - 1967 : Le Moine au fouet (Der Mönch mit der Peitsche) - 1968 : Le Moment de tuer - 1968 : Die Lümmel von der ersten Bank (de), 1. Teil : Zur Hölle mit den Paukern (de) - 1968 : Die Lümmel von der ersten Bank, 2. Teil : Ces diables de collégiens (de) - 1968 : Das Kriminalmuseum – Folge 40 : Der Scheck - 1968 : Die Ente klingelt um ½ 8 (de) - 1968 : Der Mann mit dem Glasauge - 1969 : Die Lümmel von der ersten Bank, 3. Teil : Pepe, der Paukerschreck (de) - 1969 : Les Petites chattes se mettent au vert - 1969 : Klassenkeile - 1969 : Hurra, die Schule brennt (de) (Die Lümmel von der ersten Bank 4. Teil) - 1969 : Der Kommissar – Folge 5 : Ein Mädchen meldet sich nicht mehr - 1969 : Heintje – Ein Herz geht auf Reisen - 1969 : Une pucelle en or (de) - 1969 : Charley’s Onkel (de) - 1969 : Ces messieurs aux gilets blancs - 1970 : Il vaut mieux coucher avec une sirène que de dormir la fenêtre ouverte - 1970 : Heintje - einmal wird die Sonne wieder scheinen - 1970 : Frau Wirtin bläst auch gern Trompete - 1970 : Die Lümmel von der ersten Bank, 5. Teil : Wir hau'n die Pauker in die Pfanne (de) - 1970 : Was ist denn bloß mit Willi los? (de) - 1970 : Musik, Musik – da wackelt die Penne (de) - 1970 : Nachbarn sind zum Ärgern da - 1970 : Frau Wirtin treibt es jetzt noch toller - 1970 : Die Feuerzangenbowle (de) - 1970 : Hôtel du vice - 1971 : Zwanzig Mädchen und die Pauker (de) - 1971 : Unser Willi ist der Beste (de) - 1971 : Tante Trude aus Buxtehude - 1971 : Morgen fällt die Schule aus (de) (Die Lümmel von der ersten Bank 6. Teil) - 1971 : Musik, Musik – da wackelt die Penne (de) - 1971 : Jürgen Roland St.Pauli-Report - 1971 : Die Kompanie der Knallköppe (de) - 1972 : Die Lümmel von der ersten Bank, 7. Teil : Betragen ungenügend! (de) - 1972 : La dame rouge tua sept fois - 1972 : Nya hyss av Emil i Lönneberga - 1972 : Tatort – Kressin und der Mann mit dem gelben Koffer - 1973 : Die Zwillinge vom Immenhof - 1973 : L'Exorciste - 1973 : Als Mutter streikte (de) - 1974 : Magdalena la Sexorcisée (de) - 1974 : Karl May (de) - 1975 : Au fil du temps - 1975 : Portrait de groupe avec dame - 1975–1979 : Inspecteur Derrick (nombreuses apparitions) - 1976 : L'Expulsion du paradis - 1976 : Anita Drögemöller und die Ruhe an der Ruhr (de) - 1976 : Tatort – … und dann ist Zahltag - 1977 : L'Ami américain - 1977 : Suspiria - 1978 : C'est mon gigolo - 1978 : Ein Mann will nach oben (de) - 1978 : Unternehmen Rentnerkommune - 1979 : Flamme empor - 1979 : Aktion Abendsonne - 1979 : Das verbotene Spiel (de) - 1979 : Kalte Heimat (it) - 1980 : Sternensommer (de) - 1980 : Un-Ruhestand - 1980–1982 : Le Renard (nombreuses apparitions) - 1981 : Vis-a-vis - 1981 : Tatort – Der unsichtbare Gegner - 1982 : Das Traumschiff (de) - Épisode 10 : Damenbesuch - 1983 : Martin Luther - 1983 : Rote Erde (de) - 1983 : Mabuse im Gedächtnis - 1987 : L'Homme invisible (de) - 1987 : Ätherrausch - 1988 : Das schreckliche Mädchen |